# Eurysternus calligrammus
Eurysternus calligrammus là một loài bọ cánh cứng trong họ Bọ hung (Scarabaeidae).